# Регионални интернет регистар
Регионални интернет регистар (енг. Regional Internet Registry (RIR)) је организација која управља доделом и регистрацијом ресурса интернет бројева у оквиру одређеног региона света. Ресурси интернет бројева садрже IP адресе и бројеве аутономних система.
Систем регионалног интернет регистра развијао се кроз време, коначно делећи свет на пет регистара:
- African Network Information Center (AfriNIC) за Африку,[1]
- American Registry for Internet Numbers (ARIN) за Сједињене Америчке Државе, Канаду, неке делове карипског региона и Антарктик,[2]
- Asia-Pacific Network Information Centre (APNIC за Азију, Аустралију, Нови Зеланд и суседне земље),[3]
- Latin America and Caribbean Network Information Centre (LACNIC) за Латиноамерику и делове карипског региона,[4] и
- Réseaux IP Européens Network Coordination Centre (RIPE NCC) за Европу, Русију, Средњи исток и централну Азију.[5]

## Веза између регионалних интернет регистара и IANA-е
Регионални интернет регистри су компоненте Internet Number Registry система, који је описан у IETF RFC 7020. IANA делегира интернет ресурсе регистрима који, заузврат, следе своје регионалне политике делегирања ресурса својим корисницима, које чине добављачи интернет услуга (енг. Internet service providers (ISP)) и end-user организације. Колективно, регионални интернет регистри учествују у Number Resource Organization (NRO),што је тело формирано за представљање колективних интереса, преузимање заједничких активности и глобалну координацију активности. NRO је ушао у споразум са Internet Corporation for Assigned Names and Numbers (ICANN) ради оснивања Address Supporting Organisation (ASO), која преузима координацију глобалних политика IP адресирања у оквиру ICANN framework-а.

## Number Resource Organization
Number Resource Organization (NRO) је неинкорпорисана организација која обједињује пет регионалних интернет регистара. Настала је 24. октобра 2003. године, када је четири постојећих регистара ушло у меморандум разумевања ради преузимања заједничких активности, укључујући заједничке техничке пројекте, везивање активности и координацију политика. 
AfriNIC, који је настао у априлу 2005. године, придружио се 25. априла 2005. године.
Главни циљеви NRO-а су:
- заштита ресурса недодељених IP бројева,
- унапређивање и заштита "одоздо према горе" политике процеса развоја интернета и
- улога жиже при улазу интернет заједнице у RIR систем.